# Nina Ricci
Nina Ricci, właśc. Maria Nielli (ur. 14 stycznia 1882 w Turynie, zm. 30 listopada 1970) – francuska projektantka mody pochodzenia włoskiego.

## Życiorys
Maria Adélaïde Nielli, bo tak naprawdę się nazywała Nina Ricci, urodziła się 14 stycznia 1882 roku w Turynie. Pochodziła z rodziny szewców.

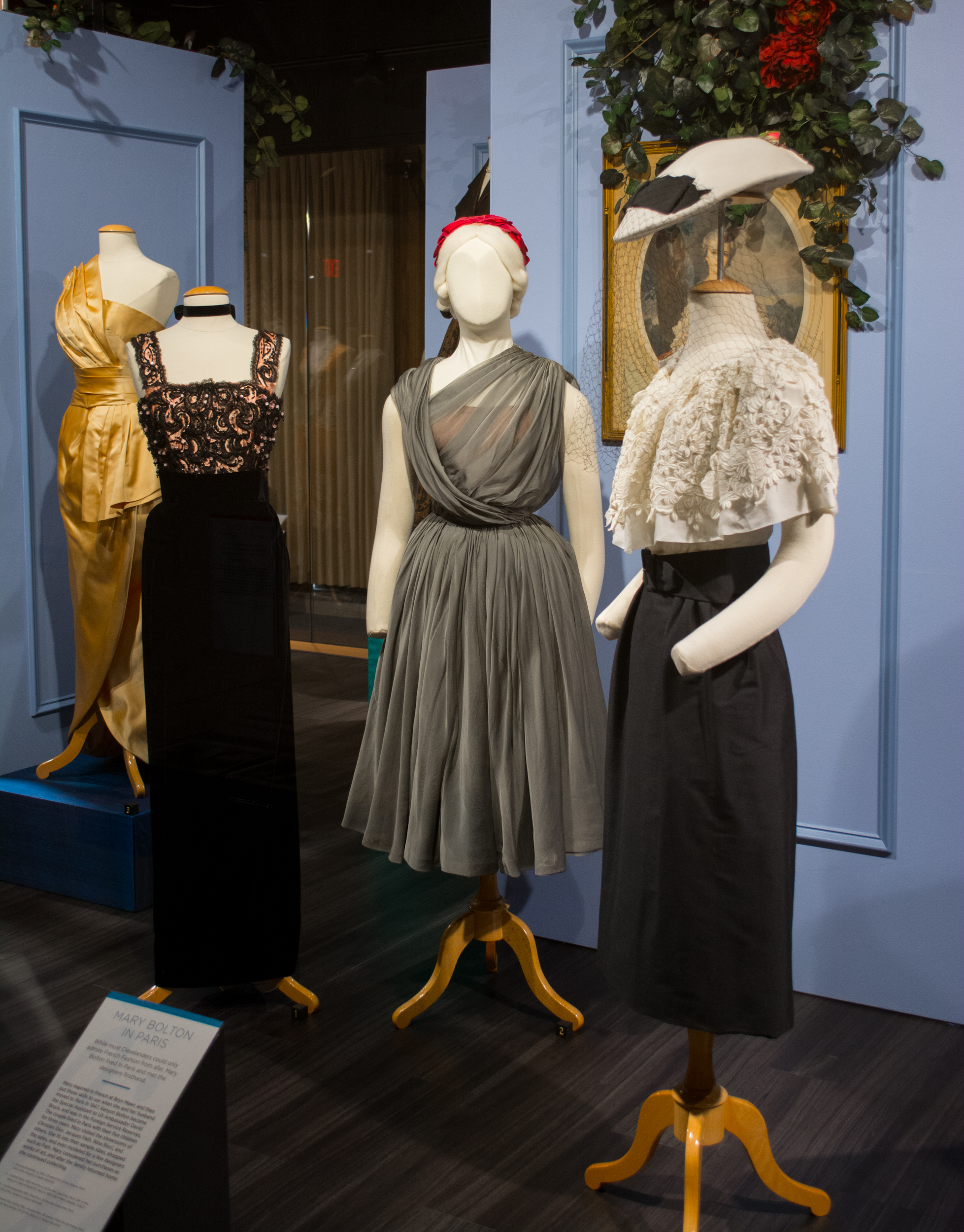
Projekty Christiana Diora (po lewej) oraz Niny Ricci (środkowy oraz po prawej stronie) z lat 50.

W wieku 7 lat Maria Adélaïde Nielli wraz z całą rodziną przeniosła się z Włoch do Francji. Po ukończeniu 12 roku życia zostaje czeladniczką w pracowni krawieckiej. Dwa lata później wyjeżdża do Paryża.
Na początku XX wieku poznała jubilera włoskiego pochodzenia - Luigiego Ricci. Szybko zostali parą, a następnie wzięli ślub. W 1905 roku urodził się ich syn Robert.
Od 1904 roku Nina pracowała dla kolejnych domów mody, a kilka lat później nawiązała współpracę z domem mody Raffin, gdzie przez 25 lat pracowała jako projektantka.
W 1932 roku postanowiła założyć w Paryżu wraz z synem własny dom mody Nina Ricci. Nina Ricci zajmowała się projektami ubrań, a jej syn Robert reklamą i promocją. Głównym założeniem marki było ubieranie „zwykłych kobiet” zamiast „gwiazd kina”, co było wówczas niespotykane zbyt często wśród konkurencyjnych projektantów. Nina Ricci podkreślała, że jej ubrania mają być przede wszystkim funkcjonalne bez ekstrawagancji. Projekty wyróżniały delikatne tkaniny typu muślin, krepa.
Nina Ricci zmarła 30 listopada 1970 roku.